# Jet2.com

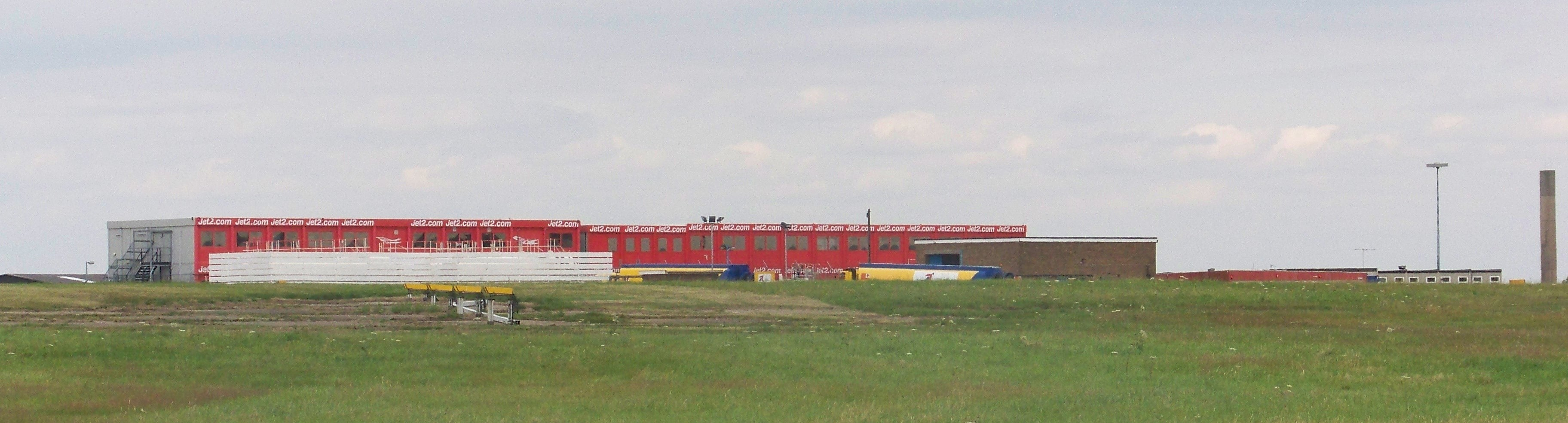
Low Fare Finder House, het hoofdkantoor van Jet2.com

Jet2.com is een low cost luchtvaartmaatschappij (prijsvechter) uit het noorden van Engeland (Verenigd Koninkrijk) en werkt volgens het no frills-concept. De toevoeging .com werd pas iets na de start doorgevoerd in de volledige naam.
Voorheen maakte Jet2.com deel uit van Channel Express, de luchtvaartdivisie van Dart Group PLC. Channel Express voerde vracht en contract-charter vluchten uit. Op 3 januari 2006 zijn Channel Express en Jet2.com samengevoegd onder de naam Jet2.com, en voert Jet2.com ook de vracht en contract-charter vluchten uit.
De originele basis van Jet2.com is Leeds Bradford International Airport, daarnaast zijn Manchester Airport, Belfast International Airport, Newcastle Airport, Blackpool Airport, Edinburgh Airport, East Midlands Airport en Glasgow International Airport bases van Jet2.com. De maatschappij vliegt op Engelse en Europese bestemmingen.
De toestellen waar de maatschappij mee vliegt zijn allemaal eigendom van het bedrijf zelf m.u.v geleasede toestellen.
Zoals de meeste prijsvechters is Jet2.com een ticketloze luchtvaartmaatschappij. De eerste vluchten werden verkocht in november 2002. De meeste boekingen worden gedaan via de website van Jet2.com of via het callcenter. Eerder werden de plaatsen van de passagiers bij het inchecken aangewezen in volgorde van aankomst van de passagiers, dit om dringen bij het instappen te voorkomen. Tegenwoordig worden stoelen automatisch toegewezen bij het online inchecken, tegen een meerprijs kan de passagier ook een eigen stoel kiezen.
Sinds 2007 verkoopt Jet2.com ook complete vakanties via de website Jet2holidays.com. Vergelijkbaar met de zogenoemde 'package-deals' die Transavia, KLM en TUI in Nederland ook aanbieden.

## Geschiedenis
Jet2.com is opgericht aan het eind van 2002 en de eerste vluchten begonnen in februari 2003, waaronder een dagelijkse verbinding tussen Leeds-Bradford en Amsterdam. De originele thuishaven van Jet2.com is Leeds Bradford International Airport in West Yorkshire. In 2003 vloog de maatschappij naar 7 Europese zaken-, stedentrip- en zonbestemmingen. Vandaag de dag vliegt Jet2.com vanaf haar oorspronkelijke thuisbasis naar 38 bestemmingen en zijn er inmiddels 9 Boeing 737-300 en 2 Boeing 757-200 vliegtuigen op Leeds Bradford International Airport gestationeerd.
Niet heel lang na de lancering van Jet2.com in Leeds-Bradford begon de nog kleine prijsvechter in Belfast met vluchten vanaf Belfast International Airport.

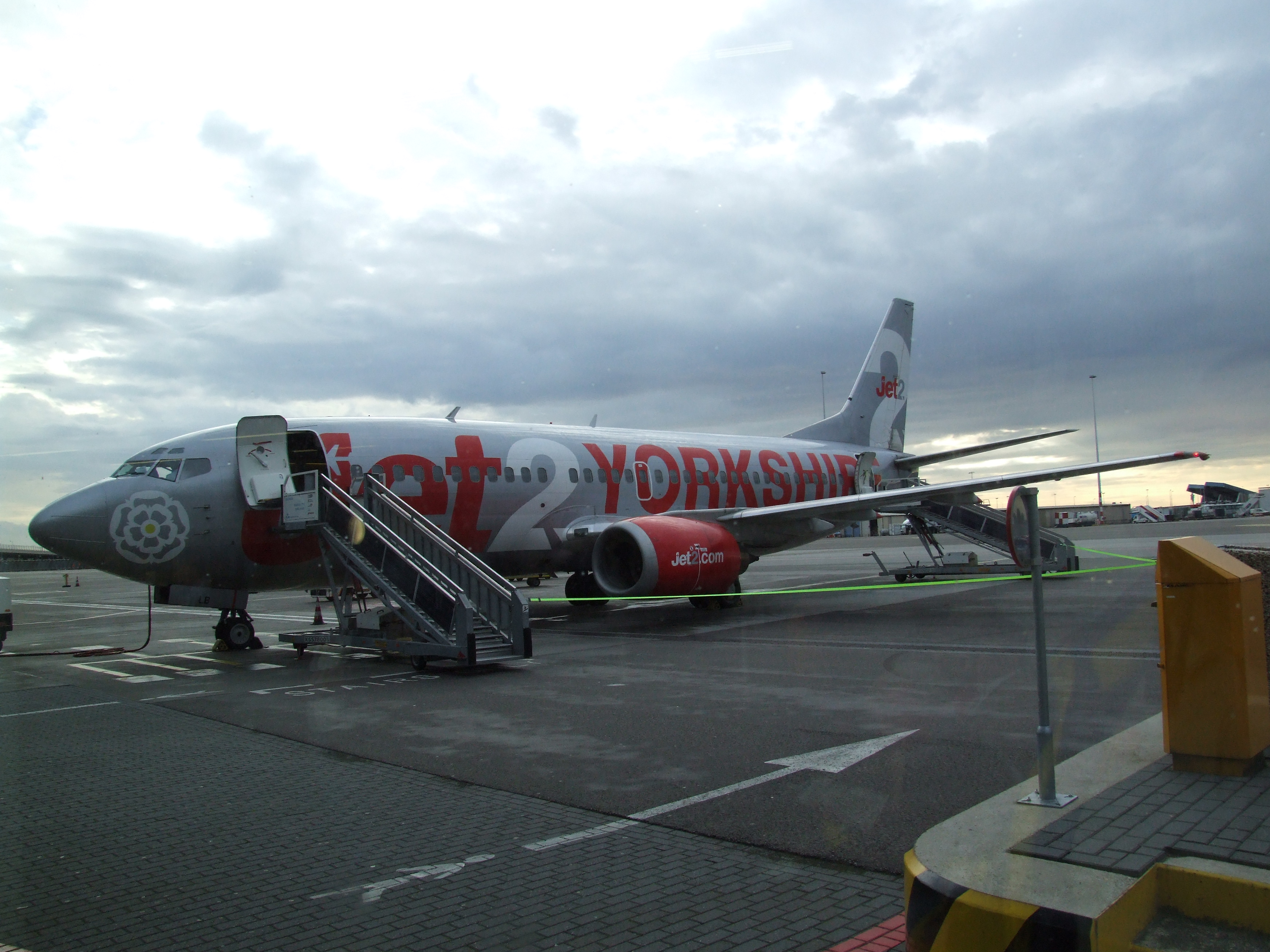
Jet2 Boeing 737-300 in de nieuwe vlootkleuren. De nieuwe kleuren zijn een eerbetoon aan Yorkshire, met o.a. de Yorkshire Rose op de neus.

In september 2004 kondigde Jet2.com een derde basis aan in Manchester. Op Manchester Airport hebben 8 Boeing 737-300 toestellen van Jet2.com een thuishaven die in totaal 18 bestemmingen aandoen.
In 2005 is Jet2.com verbazingwekkend snel gegroeid. Vele nieuwe routes werden aangekondigd vanaf de bestaande thuishavens en in 2005 heeft Jet2.com nog twee nieuwe bases geopend, één in Newcastle upon Tyne en één in Blackpool. Vanaf Newcastle Airport zal de low cost airline in 2006 vijf bestemmingen aandoen en vanaf Blackpool International Airport vier. Recentelijk kondigde Jet2.com een zesde basis aan in Edinburgh, met drie bestemmingen vanaf Edinburgh Airport.
In Nederland vloog Jet2.com sinds februari 2003 tussen Leeds-Bradford en Amsterdam, sinds begin 2005 tussen Manchester en Amsterdam. In april 2006 begon Jet2.com met vluchten tussen Newcastle en Amsterdam en later in het jaar begint de maatschappij ook een lijndienst tussen Blackpool en Amsterdam. In 2022 heeft Jet2.com alle vluchten naar Schiphol gestaakt. Tot die tijd was de maatschappij daar actief met vluchten naar Leeds-Bradford en Birmingham. 
Jet2.com is lid van de European Low Fares Airline Association (ELFAA), een Europees samenwerkingsverband van lowcost maatschappijen, waartoe ook easyJet en Ryanair behoren. 

## Vlootinformatie
De vloot van Jet2.com, met een gemiddelde leeftijd van 15,2 jaar, bestaat in september 2024 uit:
- 7 Boeing 737-300
- 99 Boeing 737-800
- 6 Boeing 757-200
- 5 Airbus A321 -200
- 9  Airbus A321neo
- 2 Airbus A330-200

Verder worden in het zomerseizoen toestellen ingehuurd van externe partijen. 
Vlootgeschiedenis:
- 1 McDonnel Douglas MD-80 (geleased van Nordic Regional, 08-05-2006 - 30-06-2006)
- 1 McDonnel Douglas MD-82 (geleased van JetX)
- 1 Boeing 737-400 (geleased van Air Atlanta Icelandic, 10-02-2005 - 29-10-2005)
- 1  Airbus A321-200 (geleased van Titan Airways voor de zomerdrukte, april tot oktober 2017)
- 1  Airbus A330-200 (geleased van AirTanker voor de zomerdrukte, mei tot oktober 2017)